# Museu de Ciências Morfológicas da Universidade Federal de Minas Gerais
O Museu de Ciências Morfológicas (MCM)  do Instituto de Ciencias Biológicas da Universidade Federal de Minas Gerais, pioneiro em sua área de atuação, é um museu de ciências diferente, cujo principal enfoque é o homem, e sua missão é ser um espaço dinâmico e interdisciplinar de produção e difusão científica, de educação informal, de troca de experiências com o público, visando a revitalização do ensino de ciências e a construção conjunta de uma nova consciência sobre saúde e preservação da vida (humana e ambiental) com qualidade. Aberto ao público em 1997, o MCM foi desenvolvido em etapas, concluídas sempre com a avaliação de suas metas e de seu impacto junto à comunidade, tendo contado, para isto, com a participação de experientes profissionais da museologia e museografia de diferentes instituições brasileiras.

## Acervo

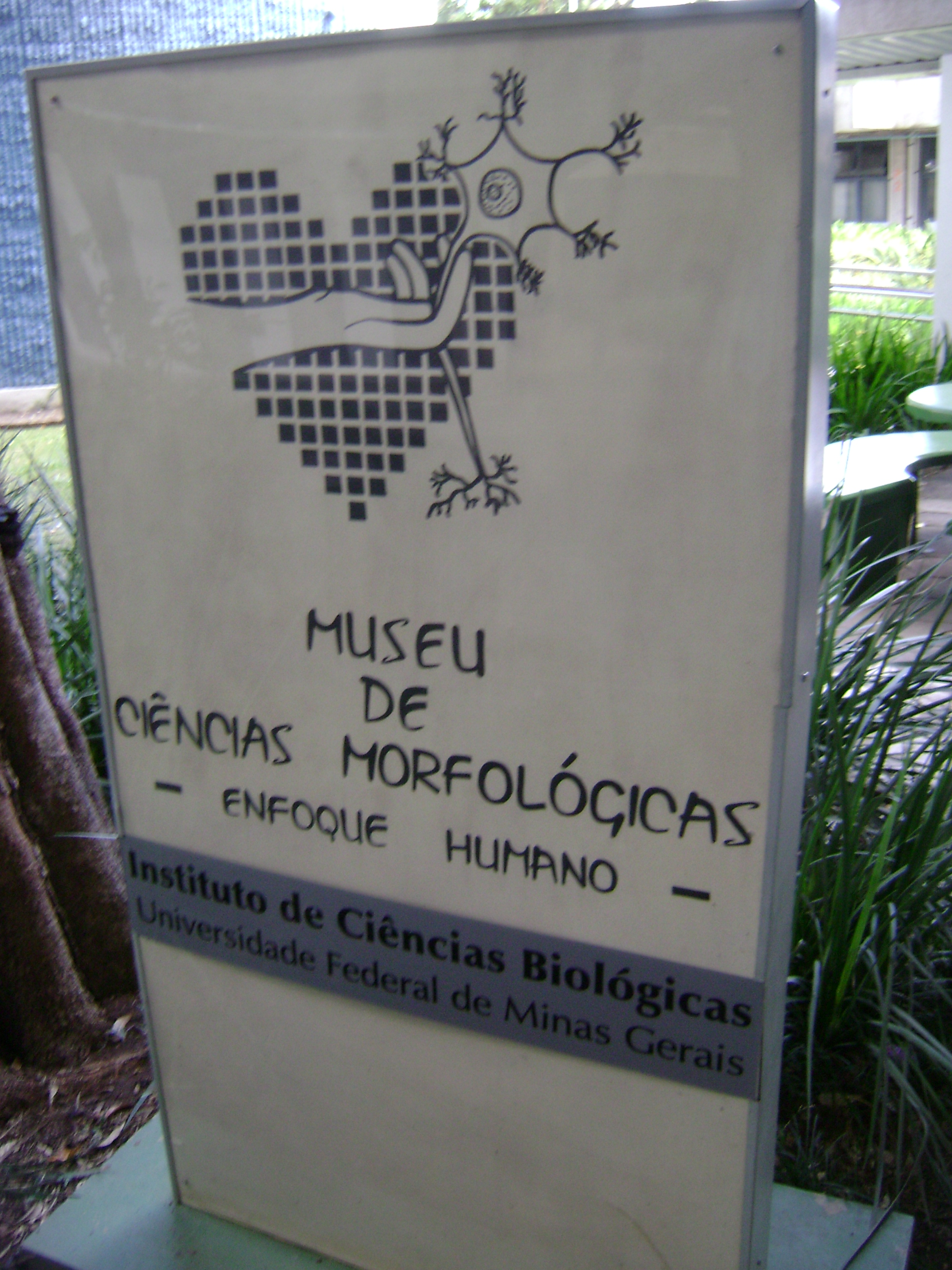
Placa indicativa do museu.

Com seu acervo peculiar (peças anatômicas, embriões e fetos em diferentes estádios de desenvolvimento, micrografias de células e tecidos aos microscópios de luz e eletrônicos, equipamentos de áudio e vídeo), o MCM focaliza o organismo humano em abordagem sistêmica e interdisciplinar. Através de suas exposições de longa duração, cujas visitas são sempre orientadas, o Museu vem desenvolvendo intenso trabalho de produção e difusão científica, atendendo a um público amplo e diversificado, embora predominantemente escolar, oriundo principalmente de escolas públicas, de Belo Horizonte e interior do Estado. A rica documentação museográfica do MCM, bem como a implantação de um sistema de avaliação interna e externa, tem subsidiado instituições congêneres, disponibilizando-lhes assessoria e/ou modelos referenciais solicitados .